# Джеймс Стюарт
Джеймс Стюарт (на английски: James Stewart) е американски актьор. През 1999 година Американският филмов институт включва Стюарт под номер 3 в класацията на най-големите мъжки звезди на класическото Холивудско кино.

## Биография
Роден е като Джеймс Мейтланд Стюарт на 20 май 1908 година в градчето Индиана, щата Пенсилвания. Син е на Елизабет Рут и Александър Мейтланд Стюарт. Баща му е собственик на железарски магазин. Родителите му са от шотландски произход. Джеймс е най-голямото от три деца. Той има две по-малки сестри – Вирджиния и Мери. От него се е очаквало да продължи бизнеса на баща си, движен в продължение на три поколения.
През 1928 година Стюарт завършва училище в Мерсерсбърг, Пенсилвания, след което постъпва в Принстънския университет, където започва да учи архитектура. Постепенно обаче все повече е привлечен от университетските клубове по драма и музика.

### Кариера
Стюарт започва да се занимава с актьорско майсторство, докато учи в Принстънския университет. След като завършва през 1932 г., той започва кариера като сценичен актьор, появявайки се на Бродуей. През 1935 г. той получава първата си от няколко поддържащи роли във филми, а през 1938 г. прави своя голям пробив в комедията на Франк Капра „Не можеш да го вземеш с теб“. На следващата година Стюарт получава първата си от пет номинации за награда „Оскар“ за ролята си на идеализиран и добродетелен човек, който става сенатор в „Господин Смит отива във Вашингтон“ на Капра (1939). Той печели единствената си награда „Оскар за най-добра мъжка роля“ за работата си в комедията „Филаделфийска история“ (1940), в която участват още Катрин Хепбърн и Кари Грант.
Първата следвоенна роля на Стюарт е като Джордж Бейли в „Животът е прекрасен“ на Капра (1946), филмът му спечели номинация за Оскар, смята се за коледна класика и едно от най-известните изпълнения на Стюарт. През 1950-те години играе по-двусмислени в морално отношение герои във филмите режисирани от Антъни Ман „Уинчестър '73“ (1950), „Историята на Глен Милър“ (1954) и „Голата шпора“ (1953). Известен е и като един от предпочитаните актьори от големия режисьор Алфред Хичкок участва във филмите му „Въжето“ (1948), „Прозорец към двора“ (1954), „Човекът, който знаеше твърде много“ (1956) и „Световъртеж“ (1958). „Световъртеж“ беше игнориран от критиците при пускането му, но сега е признат за американски кинематографичен шедьовър. Другите му филми през 1950-те години включват адаптацията на Бродуей „Харви“ (1950) и драмата в съдебната зала „Анатомия на едно убийство“ (1959), като и двете му носят номинации за награда „Оскар“. Той е една от най-популярните филмови звезди на десетилетието, като повечето от филмите му се превръщат в касови успехи.
По-късните уестърни на Стюарт включват „Човекът, който застреля Либърти Валънс“ (1962) и „Есента на шайените“ (1964), режисирани от Джон Форд. Той се появява в много популярни семейни комедии през 1960-те години. След кратко участие в телевизията, Стюарт се пенсионира 1980-те.
В хода на своята кариера, Стюарт изиграва главни роли в значителен брой филми, широко възприети като класически произведения. Той е сред най-големите звезди от т.нар. класически период на Холивуд през 1930-те, 1940-те и 1950-те години. Номиниран е пет пъти за награда „Оскар“ в категорията за най-добра мъжка роля, спечелвайки приза веднъж, за изпълнението си във филма „Филаделфийска история“ (1940). През 1985 година, Стюърт получава и почетна награда „Оскар“ за цялостно творчество.

### Личен живот
Успоредно с киното, Джеймс Стюарт развива и офицерска кариера във военновъздушните сили на САЩ. Участник е във втората световна война и във виетнамската война. Достига до чин на бригаден генерал към запасните части на военновъздушните сили.

### Смърт
Съпругата на Стюарт Глория умира от рак на белите дробове на 16 февруари 1994 г. Според биографа Доналд Дюи, нейната смърт оставя Стюарт в депресия и „изгубен в морето“.“ Стюарт става още по-затворен, прекарвайки по-голямата част от времето си в спалнята си, излизайки само за да яде и при посещение на децата си. Той изключи повечето хора от живота си, не само медиите и феновете, но и своите приятели звезди. Приятелите на Стюарт, Леонард Герше и Грегъри Пек казват, че Стюарт не е бил депресиран и нещастен, но му е позволено накрая да си почине и да бъде сам.
Стюарт е хоспитализиран след падане през декември 1995 г. През декември 1996 г. той трябва да смени батерията в пейсмейкъра си, но реши да не го прави. През февруари 1997 г. той е хоспитализиран заради неравномерен сърдечен ритъм. На 25 юни в десния му крак се образува тромбоза, водеща до белодробна емболия една седмица по-късно. Стюарт почива от инфаркт, причинен от емболия на 89-годишна възраст, заобиколен от децата си в дома си в Бевърли Хилс на 2 юли 1997 г. Президентът Бил Клинтън коментира, че Америка е загубила „национално съкровище... велик актьор, джентълмен и патриот“. Стюарт е погребан в Мемориалния парк Форест Лаун в Глендейл, Калифорния. Над 3000 опечалени присъстваха на неговата панихида, включително негови приятели и колеги Джун Алисън, Карол Бърнет, Боб Хоуп, Лю Васерман, Нанси Рейгън, Естер Уилямс и Робърт Стек. Службата включваше пълни военни почести и три залпа с мускети.

## Избрана филмография
| година | филм                                   | оригинално заглавие              | роля                   | режисьор              |
| ------ | -------------------------------------- | -------------------------------- | ---------------------- | --------------------- |
| 1936   | Съпруга срещу секретарка               | Wife vs. Secretary               | Дейв                   | Кларънс Браун         |
| 1938   | Не можеш да го вземеш с теб            | You Can't Take It with You       | Тони Кърби             | Франк Капра           |
| 1939   | Господин Смит отива във Вашингтон      | Mr. Smith Goes to Washington     | Джеферсън Смит         | Франк Капра           |
| 1940   | Магазинът зад ъгъла                    | The Shop Around the Corner       | Алфред Кралик          | Ернст Любич           |
| 1940   | Филаделфийска история                  | The Philadelphia Story           | Майк Конър             | Джордж Кюкор          |
| 1941   | Ела живей с мен                        | Come Live with Me                | Бил Смит               | Кларънс Браун         |
| 1946   | Животът е прекрасен                    | It's a Wonderful Life            | Джордж Бейли           | Франк Капра           |
| 1947   | Вълшебен град                          | Magic Town                       | Лаурънс Смит           | Уилям Уелман          |
| 1948   | Въжето                                 | Rope                             | Рупърт Кейдъл          | Алфред Хичкок         |
| 1949   | Малая                                  | Malaya                           | Джон Ройър             | Ричард Торп           |
| 1950   | Уинчестър '73                          | Winchester '73                   | Лин МакАдъм            | Антъни Ман            |
| 1950   | Счупена стрела                         | Broken Arrow                     | Том Джефордс           | Делмар Дейвс          |
| 1950   | Харви                                  | Harvey                           | Елууд Доуд             | Хенри Костър          |
| 1952   | Най-великото шоу на света              | The Greatest Show on Earth       | клоун Батънс           | Сесил Демил           |
| 1952   | Завоят на реката                       | Bend of the River                | Глин Маклинтък         | Антъни Ман            |
| 1953   | Голата шпора                           | The Naked Spur                   | Хауърд Кемп            | Антъни Ман            |
| 1954   | Далечна земя                           | The Far Country                  | Джеф Уебстър           | Антъни Ман            |
| 1954   | Прозорец към двора                     | Rear Window                      | Джеф Джефрис           | Алфред Хичкок         |
| 1955   | Човекът от Ларами                      | The Man from Laramie             | Уил Локхарт            | Антъни Ман            |
| 1956   | Човекът, който знаеше твърде много     | The Man Who Knew Too Much        | д-р Бен Маккена        | Алфред Хичкок         |
| 1958   | Световъртеж                            | Vertigo                          | детектив Джон Фергюсън | Алфред Хичкок         |
| 1959   | Анатомия на едно убийство              | Anatomy of a Murder              | Пол Биглър             | Ото Преминджър        |
| 1961   | Двамата яздиха заедно                  | Two Rode Together                | Маршал Гътри Маккейб   | Джон Форд             |
| 1962   | Човекът, който застреля Либърти Валънс | The Man Who Shot Liberty Valance | Рамсъм Стодарт         | Джон Форд             |
| 1962   | Господин Хобс излиза в отпуск          | Mr. Hobbs Takes a Vacation       | Роджър Хобс            | Хенри Костър          |
| 1962   | Завладяването на Дивия Запад           | How the West Was Won             | Линус Роулингс         | Хатауей, Форд, Маршал |
| 1965   | Шенандоа                               | Shenandoah                       | Чарли Андерсън         | Андрю Маклаглън       |
| 1968   | Бандолеро!                             | Bandolero!                       | Мейс Бишъп             | Андрю Маклаглън       |
| 1976   | Стрелецът                              | The Shootist                     | доктор Хостетлър       | Дон Сийгъл            |